# شوخی با دیک و جین (فیلم ۱۹۷۷)
شوخی با دیک و جین (به انگلیسی: Fun with Dick and Jane) یک فیلم کمدی آمریکایی محصول سال ۱۹۷۷ با بازی جورج سیگال و جین فوندا است. 

## بازسازی
در سال ۲۰۰۵ میلادی فیلمی با نام شوخی با دیک و جین با بازی جیم کری و تیا لئونی اکران شد که بازسازی این اثر سینمایی می باشد. 